# Machthebbers in 99 v.Chr.
In 99 v.Chr.  waren onderstaande personen in machtsposities.

## Europa
| Land | Positie | Gens     | Machthebber             | Tijdvak   |
| ---- | ------- | -------- | ----------------------- | --------- |
| Rome | Consul  | Postumia | Aulus Postumius Albinus | 99 v.Chr. |
| Rome | Consul  | Antonia  | Marcus Antonius Orator  | 99 v.Chr. |

## Midden-Oosten
| Land              | Positie                      | Dynastie      | Machthebber              | Tijdvak                |
| ----------------- | ---------------------------- | ------------- | ------------------------ | ---------------------- |
| Egypte            | Koning van Egypte            | Ptolemaeën    | Ptolemaeus X Alexander I | 107 v.Chr. - 88 v.Chr. |
| Nabatea           | Koning van de Nabateeërs     |               | Aretas II                | 120/110 - 96 v.Chr.    |
| Israël            | Koning en hogepriester       | Hasmoneeën    | Alexander Janneüs        | 103 v.Chr. - 76 v.Chr. |
| Parthische Rijk   | Koning van Parthië           | Arsaciden     | Mithridates II           | 124 v.Chr. - 88 v.Chr. |
| Koninkrijk Pontus | Koning van Pontus            |               | Mithridates VI           | 113 v.Chr. - 63 v.Chr. |
| Bithynië          | Koning van Bithynië          |               | Nicomedes III, Euergetes | 128 v.Chr. - 94 v.Chr. |
| Armenië           | Koning van Armenië           | Artaxiaden    | Tigranes I               | 115 v.Chr. - 95 v.Chr. |
| Kaukasisch Iberië | Koning van Kaukasisch Iberië | P'arnavaziani | P'arnajom                | 109 v.Chr. - 93 v.Chr. |
| Cappadocia        | Koning                       |               | Ariarathes IX            | 101 v.Chr. - 95 v.Chr. |
| Seleucidenrijk    | Koning van Seleucië          | Seleuciden    | Antiochus VIII Grypus    | 125 v.Chr. - 96 v.Chr. |
| Seleucidenrijk    | Koning van Seleucië          | Seleuciden    | Antiochus IX Cyzicenus   | 114 v.Chr. - 96 v.Chr. |
| Commagene         | Koning                       | Orontiden     | Mithridates I            | 106 v.Chr. - 70 v.Chr. |

## Noord-Afrika
| Land       | Positie | Dynastie | Machthebber | Tijdvak                |
| ---------- | ------- | -------- | ----------- | ---------------------- |
| Mauretania | Koning  |          | Bocchus I   | 111 v.Chr. - 80 v.Chr. |
| Numidië    | Koning  |          | Gauda       | 106 v.Chr. - 88 v.Chr. |

## Azië
| Land   | Positie                         | Dynastie       | Machthebber | Tijdvak                |
| ------ | ------------------------------- | -------------- | ----------- | ---------------------- |
| Ceylon | Koning                          | Pancha Dravida | Bahiya      | 100 v.Chr. - 98 v.Chr. |
| China  | Keizer van China                | Han-dynastie   | Han Wudi    | 140 v.Chr. - 87 v.Chr. |
| Japan  | Keizer van Japan (legendarisch) |                | Kaika       | 157 v.Chr. - 98 v.Chr. |
| Korea  | Koning van Bukbuyeo             |                | Godumak     | 108 v.Chr. – 60 v.Chr. |
| Korea  | Koning van Buyeo                |                | Gouru       | 121 v.Chr. – 86 v.Chr. |